# Гендрікс (фільм)
Гендрікс (англ. Hendrix) — біографічний телефільм режисера Леона Ічасо 2000 року про життя Джимі Гендрікса, з Вудом Гаррісом у головній ролі. Прем'єра стрічки відбулась 17 вересня 2000 року.

## У ролях
| Актор            | Роль                   |
| ---------------- | ---------------------- |
| Вуд Гарріс       | Джимі Гендрікс         |
| Біллі Зейн       | Майкл Джеффрі          |
| Доріан Гервуд    | Ел Гендрікс            |
| Крістіан Потенца | Чаз Чендлер            |
| Вівіца А. Фокс   | Фей Пріджон            |
| Кріс Голден-Рід  | Ноель Реддінґ          |
| Кристофер Ральф  | Мітч Мітчелл           |
| Мічі Ме          | Девон Вілсон           |
| Кевін Ганчард    | Літл Річард            |
| Кевін Дюгані     | молодий Джимі Гендрікс |
| Крістофер Болтон | Рон Террі              |
| Енн Марин        | Лінда Кіт              |
| Лінда В. Картер  | Люсіль Гендрікс        |
| Клі Беннетт      | Біллі Кокс             |
| Браян Пол        | Штайнґартен            |
| Джоріс Джарскі   | Джек Брюс              |
| Лен Дончефф      | Маурі Чедвік           |

## Нагороди
- 2000 — премія «BMI Film & TV Awards», «Золота Котушка» найкращому композитору (Даніель Ліхт[en])[2]